# Синьотеменен манакин
Синьотеменен манакин (Lepidothrix coronata) е вид птица от семейство Манакинови (Pipridae).

## Разпространение
Видът е разпространен в Боливия, Бразилия, Венецуела, Еквадор, Колумбия, Коста Рика, Панама и Перу.